# ブロンコ・マッカート
ブロンコ・マッカート（Bronco McKart、1971年3月20日 - ）は、アメリカ合衆国の男性プロボクサー。ミシガン州モンロー出身。元WBO世界スーパーウェルター級王者。

## 来歴
1992年7月21日、マッカートはプロデビューを果たし初回TKO勝ちを収め白星でデビューを飾った。
1993年1月12日、ラリー・ベンソンと対戦し4回判定勝ちを収めた。
1993年2月13日、クレイトン・ウィリアムスと対戦し初黒星となる4回判定負けを喫した。
1993年11月18日、ウィリアム・ルイスと対戦し3回2分12秒KO勝ちを収めた。
1994年3月5日、スキッパー・ケルプと対戦し6回TKO勝ちを収めた。
1994年5月20日、ブライアン・ブラッケリーと全米ミシガン州ウェルター級王座決定戦を行い5回終了時棄権によるTKO勝ちを収め王座獲得に成功した。
1994年7月21日、フォックスウッズ・リゾート・カジノでWBCインターナショナルスーパーウェルター級王者アライン・ボンナミーと対戦し6回終了時棄権によるTKO勝ちを収め王座獲得に成功した。
1994年10月20日、フォックスウッズ・リゾート・カジノでエンゲルス・ペドロサと対戦し7回2分42秒TKO勝ちを収め初防衛に成功した。
1995年6月2日、フォックスウッズ・リゾート・カジノで元WBA世界ウェルター級王者アーロン・デイヴィスと対戦し12回2-1(2者が116-112、113-114)の判定勝ちを収め2度目の防衛に成功した。
1996年3月1日、ファンタジー・スプリングス・カジノでポール・ジョーンズの王座剥奪に伴い空位となったWBO世界スーパーウェルター級王座決定戦でサントス・コルドバと対戦し9回41秒TKO勝ちを収め王座獲得に成功した。
1996年5月17日、地元モンローのマウンテイナー・カジノ・レーストラック・アンド・リゾートでロナルド・ライトと対戦し12回1-2(2者が113-115、116-113)の判定負けを喫し初防衛に失敗し王座から陥落した。
1997年6月3日、グレンウッド・ブラウンと対戦し10回判定勝ちを収めた。
1997年10月7日、IBA世界スーパーウェルター級王者エリック・ホランドと対戦し12回3-0(120-108、2者が119-109)の判定勝ちを収め王座獲得に成功した。
1998年5月22日、ロナルド・ウェイバーと対戦し12回判定勝ちを収め初防衛に成功した。
1999年4月2日、パトリック・ペレスと対戦し初回2分19秒TKO勝ちを収めた。
1999年12月9日、ジェイミー・バルボアと対戦し3回KO勝ちを収めた。
2000年6月10日、デトロイトのフォックス・シアターでNABF北米スーパーウェルター級王者ジェイソン・パピリオンと対戦し12回3-0(116-111、118-109、118-108)の判定勝ちを収め王座獲得に成功した。
2000年9月9日、ロナルド・ライトと2度目の対戦。この試合ではUSBA全米スーパーウェルター級王座決定戦とマッカートの持つタイトルの防衛戦も兼ねて行われ12回0-3(2者が110-118、112-116)の判定負けを喫し、NABF王座初防衛とUSBA王座獲得に失敗した。
2001年4月20日、マイケル・ラーマと対戦し10回判定勝ちを収めた。
2002年9月7日、IBF世界スーパーウェルター級王者ロナルド・ライトと3度目の対戦を行った。これまでの2戦は激戦になり僅かな点差での決着だったが、今回はライトが一方的に試合を支配される結果になり、8回にマッカートが放ったボディフックがローブローになり複数警告が重なり5点減点になった為、レフェリーが即座に試合終了を宣告した。8回2分33秒失格負けを喫しライトとの3戦続いた因縁の決着を付けられた。
2003年4月25日、後のIBFとWBOでスーパーウェルター級で世界王者になるバーノ・フィリップスと対戦し10回0-3(92-97、91-98、90-99)の判定負けを喫し再起に失敗した。
2004年10月2日、ニューヨークのマディソン・スクエア・ガーデンでWBA世界スーパーウェルター級王者トラヴィス・シムズと対戦し12回0-3(112-116、110-118、111-117)の判定負けを喫し王座獲得に失敗した。なおマッコートはこの試合がキャリアで最後の世界タイトル挑戦になった。
2006年7月27日、後のWBC・WBO世界ミドル級統一王者ケリー・パブリックと対戦しキャリア初のKO負けとなる6回2分45秒TKO負けを喫した。
2007年8月10日、パブリックがジャーメイン・テイラーへの挑戦が決まり返上し空位となったNABF北米ミドル級王座決定戦でエンリケ・オラリネスと対戦し12回2-1(2者が114-113、113-114)の判定勝ちを収め僅か1点差を凌ぎ王座獲得に成功した。
2007年12月7日、ラスベガスのMGMグランド・ガーデン・アリーナでエンリケ・オラリネスと再戦し5回終了時棄権した為初防衛に失敗し王座から陥落した。
2008年3月29日、元IBF世界スーパーウェルター級王者ラウル・マルケスと対戦し10回0-1(93-97、2者が95-95)の判定で引き分けに終わった。
2008年12月20日、元IBF世界スーパーウェルター級王者ローマン・カルマジンとNABF北米ミドル級王座決定戦で対戦し12回0-3(109-119、110-118、111-117)の判定負けを喫し王座返り咲きに失敗した。
2010年2月27日、ホセ・ミゲル・ロドリゲス・ベリオとWBFインターコンチネンタルミドル級王座決定戦を行い10回3-0(3者共100-90)の判定勝ちを収め王座獲得に成功した。
2010年10月30日、ミーティー・ムニョスとUBO世界ミドル級王座決定戦を行い7回1分13秒TKO勝ちを収め王座獲得に成功した。
2012年4月28日、ホセ・メディナと対戦し12回2-0の判定勝ちを収め初防衛に成功した。
2012年7月14日、パームスでアンソニー・ムンディンとIBF北米ミドル級王座決定戦を行い7回2分4秒TKO負けを喫し王座獲得に失敗した。
2013年11月27日、ミゲール・アンヘル・ムングイアと対戦し5回32秒TKO勝ちを収めた。
2014年5月30日、トニー・ハリソンと対戦し初回1分32秒TKO負けを喫した試合を最後に現役を引退した。

## 獲得タイトル
- 全米ミシガン州ウェルター級王座
- WBCインターナショナルスーパーウェルター級王座
- 第4代WBO世界スーパーウェルター級王座(防衛0)
- IBA世界スーパーウェルター級王座
- NABF北米スーパーウェルター級王座
- NABF北米ミドル級王座
- WBFインターコンチネンタルミドル級王座
- UBO世界ミドル級王座